# Fauna delle Filippine
Le Filippine sono un arcipelago composto da più di settemila isole che si sviluppa nella parte occidentale dell'Oceano Pacifico in un'area compresa fra la Cina, Taiwan, il Borneo e l'Indonesia e delimitata a nord dal 21º parallelo Nord e a sud dal 4º parallelo Nord: sono quindi situate fra il Tropico del Cancro e l'Equatore e conseguentemente caratterizzate da una varietà di clima tropicale, monsonico e subtropicale umido con altissima percentuale di umidità e precipitazioni abbondanti durante la stagione delle piogge che si protrae da giugno a marzo.
Il territorio dell'arcipelago, che ha uno sviluppo costiero di circa 36 000 chilometri, ha una superficie di circa 300 000 km² (circa pari a quella italiana) e risulta frammentato e diviso in alcune isole di dimensioni ragguardevoli e una miriade di piccole isole sparse e difficili da raggiungere; è ricoperto per quasi il 53% da foreste (circa 16 milioni di ettari) di cui circa il 35% è costituito da foresta pluviale fitta.
Queste particolari condizioni geografiche e climatiche hanno determinato nei milioni di anni un ambiente ricco, interessante da osservare e straordinariamente vario: l'isolamento geologico, il clima tropicale e la grande estensione di foreste pluviali ha infatti dato origine a una elevata biodiversità della fauna e a un alto livello di endemismo a cominciare dalla grande isola di Luzon, con le sue almeno 31 specie endemiche di mammiferi, fino alla piccola isola di Camiguin nel nord di Mindanao con le sue almeno due specie di mammiferi endemici.

## Mammiferi

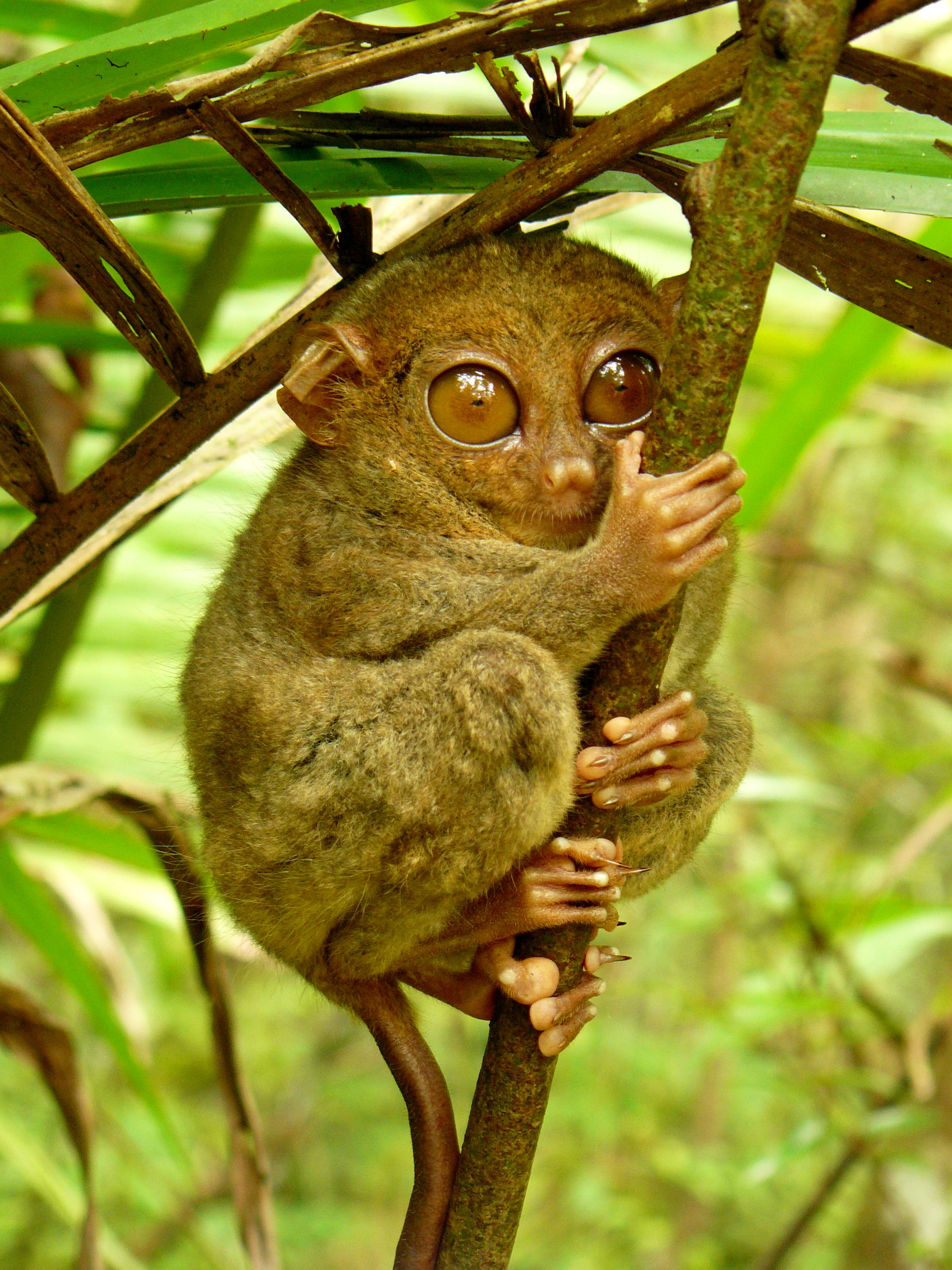
Tarsio delle Filippine (Carlito syrichta)

La fauna terrestre delle Filippine comprende 206 specie note di mammiferi (più sette specie introdotte dall'uomo), il 57% delle quali sono endemiche. Sono inoltre da considerare 27 specie di mammiferi marini. In seno a questa numerosa biodiversità 33 mammiferi terrestri e 6 marini sono considerati dalla IUCN come specie minacciate ed altre 19 come prossime alla minaccia.

Di interesse notevole è il numero di Muridi e la loro varietà, che va dall'enorme ratto arboricolo Phloeomys cumingi ai piccoli ratti-toporagno terricoli del genere Archboldomys; ugualmente degno di menzione l'elevato endemismo di pipistrelli della famiglia degli Pteropodidi.

## Pesci
Nelle Filippine ci sono circa 3400 specie di pesci, di cui 120 endemiche. Sul territorio sono presenti diverse specie a rischio di estinzione, come lo squalo endemico Hemitriakis leucoperiptera (Triakidae), classificato come "in pericolo" dalla lista rossa IUCN e molte specie appartenenti al genere Barbodes (Cyprinidae), endemiche del Lago Lanao, alcune classificate come "in pericolo critico". Le Filippine ospitano anche Sardinella tawilis (Clupeidae), che vive esclusivamente nelle acque dolci del Lago Taal. Nel 1970 nei laghi di Luzon è stato introdotto Tilapia zillii, un ciclide già introdotto anche in altri luoghi, dove aveva avuto un impatto negativo sull'ecosistema.

## Anfibi

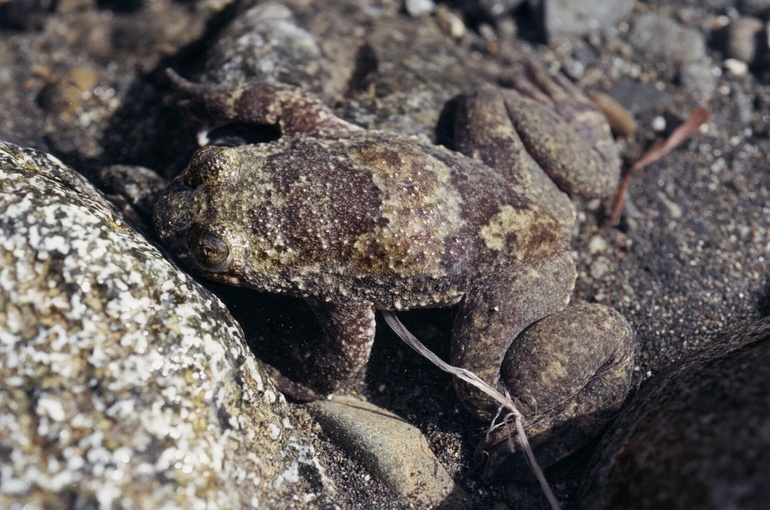
Rana dalla testa piatta (Barbourula busuangensis)

Ci sono oltre 100 specie di anfibi nelle Filippine, di cui quasi i 4/5 sono endemici. Tra le famiglie più rappresentate ci sono Ceratobatrachidae (32 specie), Rhacophoridae (19 specie), Ranidae (17 specie) e Dicroglossidae (16 specie). Merita una menzione la rana dalla testa piatta (Barbourula busuangensis) (Bombinatoridae), una delle specie di rana più primitive al mondo.

## Rettili

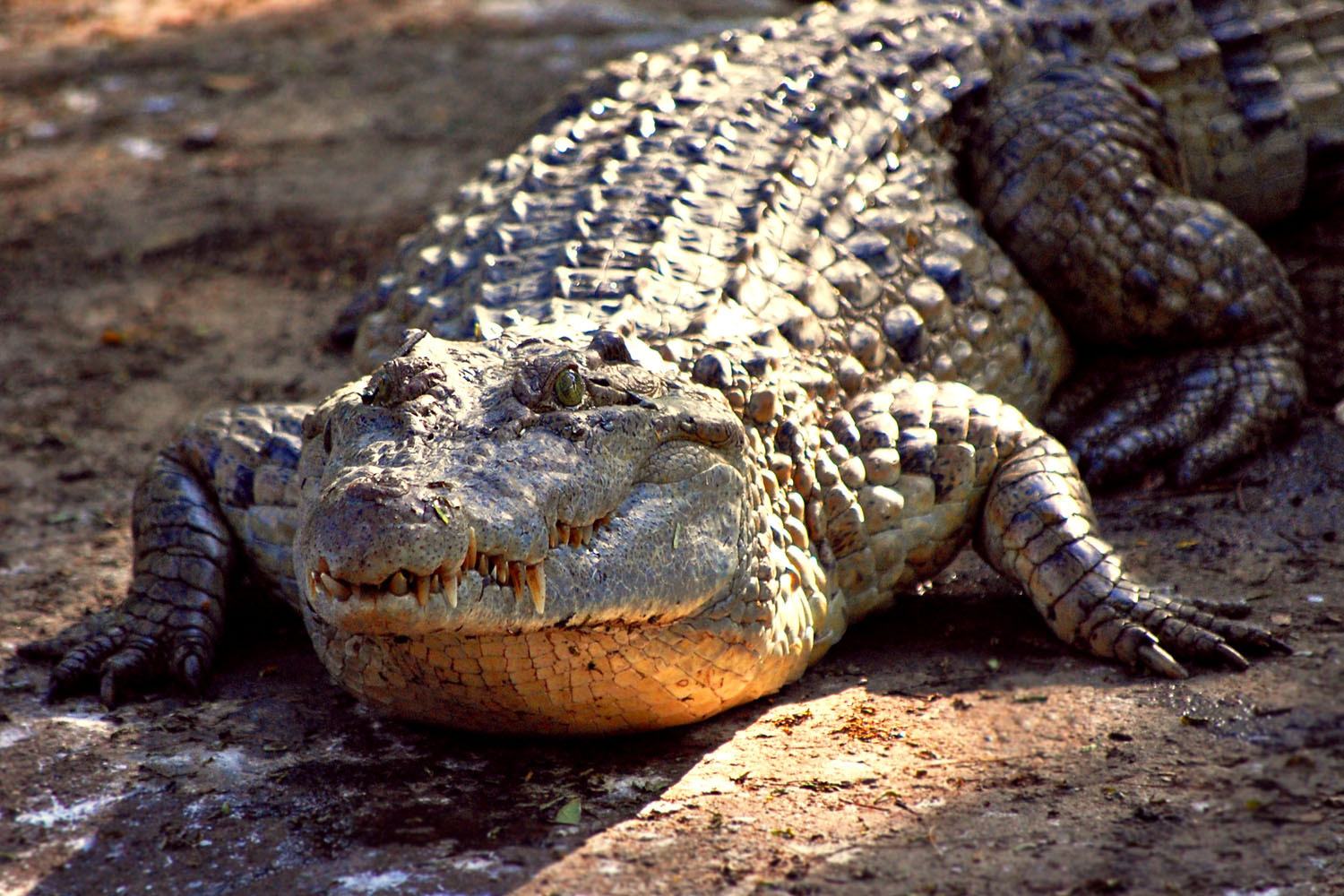
Crocodylus mindorensis

Il territorio delle Filippine ospita 334 specie di rettili, tra cui 182 specie di sauri, 137 specie di serpenti, 13 specie di tartarughe e 2 specie di coccodrilli, fra i quali l'endemico coccodrillo delle Filippine (Crocodylus mindorensis), rettile in pericolo critico di estinzione: le sue residue colonie (poche centinaia di esemplari) sono minacciate in maniera piuttosto seria dalle gravi alterazioni cui sono sottoposti gli habitat da esse occupati.
Il maggiore contributo alla biodiversità è fornito, tra i sauri dalle famiglie Scincidae (100 specie di cui 83 endemiche dell'arcipelago) e Gekkonidae (51 specie di cui 39 endemiche), e tra i serpenti dalle famiglie Colubridae (65 specie di cui 42 endemiche) ed Elapidae (27 specie di cui 5 endemiche).

## Uccelli

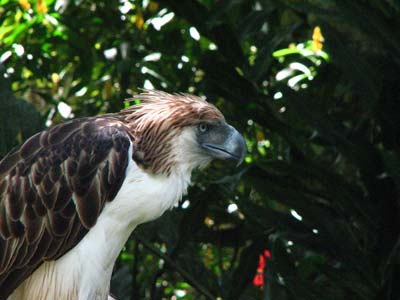
Aquila delle Filippine (Pithecophaga jefferyi)

Nelle Filippine esistono oltre 670 specie di uccelli, circa un terzo delle quali sono endemiche. Tra di esse vi sono 81 specie considerate in qualche misura a rischio di estinzione, come per esempio l'aquila delle Filippine (Pithecophaga jefferyi), uno dei più grossi rapaci esistenti sul pianeta, la cui popolazione è stimata in poche centinaia di esemplari e che fu proclamato nel 1995 simbolo nazionale ufficiale dal Presidente delle Filippine.
Le famiglie che esprimono la maggiore biodiversità sono: Scolopacidae (42 specie), Muscicapidae (40 specie, 16 delle quali endemiche), Columbidae (35 specie, 17 delle quali endemiche), Cuculidae (27 specie, 6 delle quali endemiche), Accipitridae (26 specie, 5 delle quali endemiche), Strigidae (25 specie, 17 delle quali endemiche), Ardeidae (21 specie), Laridae (21 specie), Nectariniidae (20 specie, di cui 12 endemiche), Anatidae (19 specie, tra cui l'anatra di Luzon, endemica della omonima isola), Rallidae (17 specie, di cui 3 endemiche), Zosteropidae (16 specie, di cui 14 endemiche), Apodidae (16 specie, di cui 5 endemiche), Dicaeidae (15 specie, di cui 12 endemiche) e Alcedinidae (15 specie, di cui 6 endemiche).

## Invertebrati
Nelle Filippine sono state censite circa 21.000 specie di insetti, il 70% delle quali sono endemiche. Tra di esse vi sono 915 specie di farfalle, un terzo delle quali esclusive dell'arcipelago. Una notevole concentrazione di biodiversità si osserva anche tra le cicindele, con oltre 130 specie, 110 delle quali endemiche.